# 스토리텔러 (비디오 게임)
스토리텔러(Storyteller)는 다니엘 벤메르기(Daniel Benmergui)가 디자인하고 안나푸르나 인터랙티브에서 배급한 퍼즐 비디오 게임이다. 이 게임은 마이크로소프트 윈도우와 닌텐도 스위치용으로 2023년 3월 23일에 출시되었으며, iOS와 안드로이드용으로는 2023년 9월 27일에 출시되었다.

## 개발
스토리텔러는 2009년부터 아르헨티나 게임 디자이너 다니엘 벤메르기가 개발하고 있다. 게임의 초기 프로토타입은 2012년 인디펜던트 게임 페스티벌의 혁신상인 누오보상(Nuovo)을 수상했다.
벤메르기는 2020년 퍽업 나이츠(Fuckup Nights) 프레젠테이션에서 게임이 있었던 개발 지옥에 대해 이야기하면서 2015년에 어머니가 있는 집으로 강제 이사한 후 게임을 포기하고 다시 작업을 시작한 방법을 자세히 설명했다. 게임의 제한된 시간 데모가 2021년 7월에 출시되었다.